# Spel Jöns
Jöns Jönsson Byström, kallad Spel Jöns eller ibland Spel Jösse, född 3 mars 1790 i Flata, Torps socken, död 1854, var en svensk spelman på fiol från Medelpad.
Spel Jöns tillhörde ”de tre Spelen” tillsammans med Spel Gulle och Spel Erik – de tre stora spelmännen i Medelpad under 1800-talet. Dessa tre anses enligt Svenska låtar (1928) ha varit en motsvarighet till Lapp-Nils i Jämtland i det att de har lämnat efter sig ett stort antal melodier av ”originell karaktär” och ”melodisk fägring”. Deras polskor av sextondelstyp anses av författarna höra till de främsta exemplen i polskeväg i Sverige. Deras polskor är dock inte lika spridda som Lapp-Nils polskor, eftersom ”de tre Spelen” varit bundna till Medelpad och inte levt ett rörligt liv. Spelmän som Larshöga Jonke och genom honom Ante Sundin fick mycket av sin repertoar från Spel Jöns. Även Gullik Falk påstod sig ha mycket repertoar från Spel Jöns, även om det råder tvivel om dessa låtars autencitet.
Inte mycket är känt om Spel Jöns identitet utan hans eftermäle bestod till största delen av skrönor om hans fenomenala spelskicklighet och trollkunnighet. Han var son till torparen Jöns Byström och Märta Eriksdotter från Flata. Hans morfar hette Erik Carlsson från Tirsta och var fällmakare och spelman i Flata och Hjältan. Spel Jöns var 1813 bosatt i Hjältan och gifte sig 1820 med Margareta Persdotter från Flata (f. 1797). Familjen förde en flackande tillvaro; de bodde till en början i Flata, sedan i Marktjärn och inhystes senare i Björnede med anteckningen ”får icke skrivas här”. 
Spel Jöns avled 1854 som fattighjon.
Spel Jöns hade ryktet om sig att vara trollkunnig. Under 1800-talet var det i socknarna inte ovanligt med personer som sysslade med kvacksalveri och någon form av svart magi, och berättelser om Spel Jöns konster levde kvar inpå 1900-talet. Det sades bland annat att han lärt sig spela av Hin håle efter att han träffat honom en kväll vid Ljungans strand och lärt sig spelkonsten i utbyte mot en svart katt. Flera av dessa skrönor finns upptecknade 1908 av Levi Johansson, lärare och hedersdoktor i Torp.
Tre låtar av Spel Jöns framförda av Anton Högerberg, Gösta Smedberg, Göran Sjölén och Sven Englund finns utgivna på CD-utgåvan av skivan Spelmanslåtar från Medelpad (2001) i serien Sonet Folk Series.